# Pikloram
Pikloram – organiczny związek chemiczny, jeden z najskuteczniejszych fitotoksycznych bojowych środków trujących.
Tordon jest białym proszkiem, rozpuszcza się w wodzie, nierozpuszczalny w olejach. Jako pochodna kwasu pikolinowego należy do grupy herbicydów opartych na strukturze pirydyny.
Jest skuteczny przeciwko roślinom dwuliściennym, natomiast większość traw jest na niego niewrażliwa. Wnika w glebę na głębokość 60–120 cm. Zachowuje aktywność nawet przez 2 lata. Działa przez układ korzeniowy, dobrze wnika przez części zielone roślin. Stosowany w ilościach rzędu kilku kilogramów na hektar. Jest mało toksyczny dla ludzi.
Tordon był stosowany przez Amerykanów podczas wojny w Wietnamie jako składnik mieszanki białej.